# Liste der Bodendenkmale in Hüsby
In der Liste der Bodendenkmale in Hüsby sind die Bodendenkmale der Gemeinde Hüsby nach dem Stand der Bodendenkmalliste des Archäologischen Landesamts Schleswig-Holstein von 2016 aufgelistet.
| Denkmal-ID           | Befundart               | Bezeichnung   | Zeitstellung                 | Lage | Bemerkungen | Bild |
| -------------------- | ----------------------- | ------------- | ---------------------------- | ---- | ----------- | ---- |
| aKD-ALSH-Nr. 003 795 | Grabmal > Grabhügel     | Grabhügel     | Vor- und/oder Frühgeschichte |      |             |      |
| aKD-ALSH-Nr. 003 796 | Grabmal > Grabhügel     | Grabhügel     | Vor- und/oder Frühgeschichte |      |             |      |
| aKD-ALSH-Nr. 003 797 | Grabmal > Grabhügel     | Grabhügel     | Vor- und/oder Frühgeschichte |      |             |      |
| aKD-ALSH-Nr. 003 798 | Grabmal > Grabhügel     | Grabhügel     | Vor- und/oder Frühgeschichte |      |             |      |
| aKD-ALSH-Nr. 003 799 | Grabmal > Grabhügel     | Grabhügel     | Vor- und/oder Frühgeschichte |      |             |      |
| aKD-ALSH-Nr. 003 800 | Grabmal > Großsteingrab | Steinkammer 1 | Neolithikum                  |      |             |      |
| aKD-ALSH-Nr. 003 801 | Grabmal > Grabhügel     | Grabhügel     | Vor- und/oder Frühgeschichte |      |             |      |